# Józef Antoni Gómez
José Antón Gómez (ur. 26 sierpnia 1878 w Hacinas, zm. 25 września 1936) – hiszpański benedyktyn, męczennik i błogosławiony Kościoła katolickiego.

## Życiorys
Po wstąpieniu do opactwa benedyktyńskiego św. Dominika z Silos, 21 listopada 1896 złożył śluby zakonne, a 6 lat później został wyświęcony na kapłana. Nauczał przedmiotów humanistycznych, a także był wychowawcą dzieci w szkole przyklasztornej. Po wybuchu wojny domowej w Hiszpanii został aresztowany przez lewicowych milicjantów, a następnie rozstrzelany
Beatyfikował go kardynał Angelo Amato w imieniu papieża Franciszka 29 października 2016. Razem z nim zostali beatyfikowani trzej inni męczennicy z zakonu benedyktynów: Antolin Pablos Villanueva, Jan Rafał Marian Alcocer Martínez i Ludwik Vidaurrázaga Gonzáles.